# Volvelle
Eine Volvelle ist eine Vorrichtung mit drehbaren (rotierenden) Elementen, vornehmlich Scheiben oder Zeigern. Ein modernes Beispiel ist die allgemein bekannte Parkscheibe, bei der mittels eines drehbaren Zahlenkreises die Parkzeit eingestellt werden kann.

## Historische Verwendung

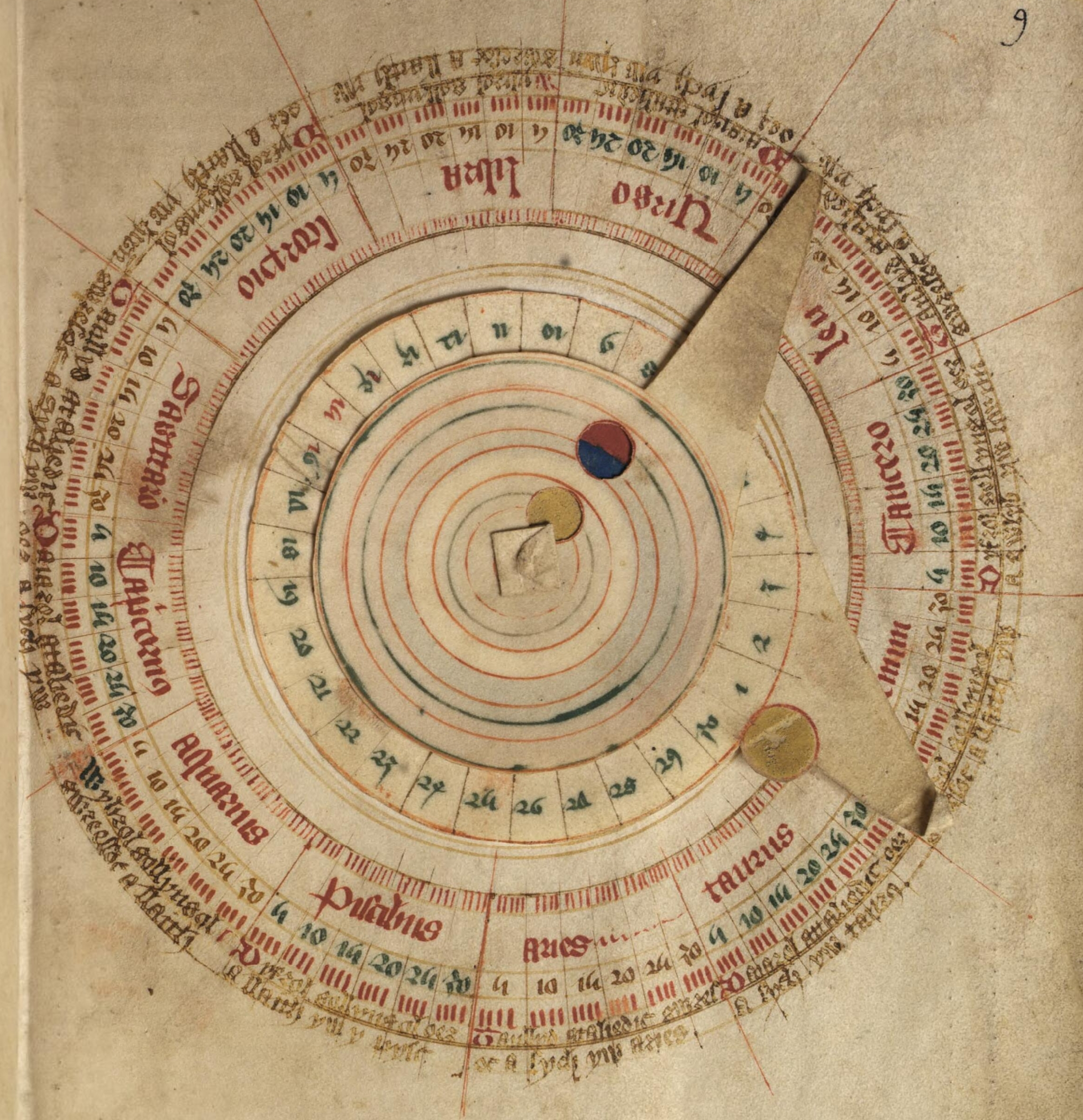
Astrologisch-medizinische Volvelle aus einer walisischen Handschrift, ca. 1488/1489

Frühe Volvellen zur Vorhersage astronomischer und astrologischer Phänomene oder zur Veranschaulichung anatomischer Zusammenhänge sind aus Handschriften des 13. Jahrhunderts bekannt. Darüber hinaus dienten sie auch zur Verschlüsselung von Buchstaben oder Ziffern. Sie wurde 1274 von Ramon Llull nach Europa gebracht, der von auf seinen Reisen von der Zairja, einem arabischen astronomischen Instrument, inspiriert worden war.
Bekannte Werke, die Volvellen enthalten:
- Johannes de Sacrobosco (1195–1256): Tractatus de Sphaera
- Ramon Llull (1232–1316): Ars generalis ultima
- Georg von Peuerbach (1423–1461): Theoricae novae Planetarum
- Regiomontanus (1436–1476): Calendarium
- Johannes Schöner (1477–1547): Aequatorium Astronomicum
- Sebastian Münster (1488–1552): Organum Uranicum (1536)
- Peter Apian (1495–1552): Astronomicum Caesareum (1540)

Weitere Beispiele finden sich bei
- Lucas Cranach d. Ä. (1472–1553)
- Leonhard Thurneysser (1531–1595/96)
- Lucas Janszoon Waghenaer (1533/34–1605/06)

## Heutige Verwendung
Volvellen oder Drehscheiben sind heutzutage in vielfältiger Form vornehmlich aus Papier oder Plastik bekannt und dienen unter anderem zu mathematischen Berechnungen, zur Entfernungsbestimmung oder als Umrechnungstabellen.
Sie sind auch ein beliebtes Gestaltungsmittel für zeitgenössische Papierdesigner bei der Entwicklung von Pop-up-Büchern oder der Gestaltung von Plattenhüllen wie etwa beim Album Led Zeppelin III.